# 西周 (啓蒙家)

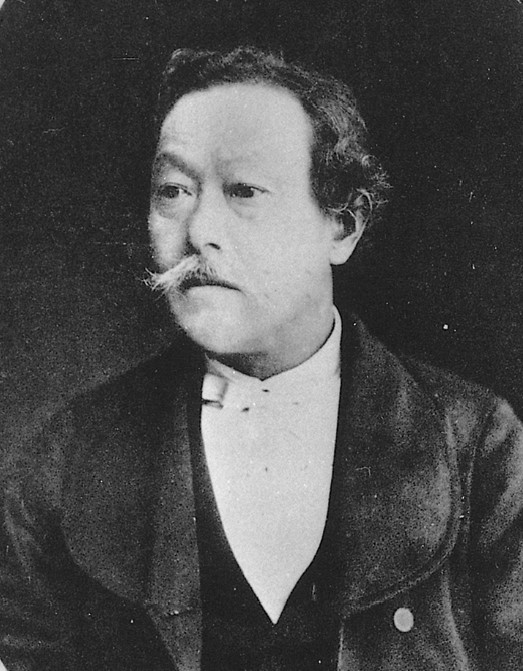
西周

西 周（、文政12年2月3日（1829年3月7日） - 明治30年（1897年）1月31日） は、日本の啓蒙思想家、西洋哲学者。獨逸学協会学校（現：獨協中学校・高等学校）初代校長、貴族院議員、男爵、錦鶏間祗候。西 周助とも。

## 生涯
石見国津和野藩（現・島根県津和野町）の御典医の家柄。幼名、経太郎。父・西時義（旧名・森覚馬）は森高亮の次男で、川向いには西周の従甥（森高亮の曾孫）にあたる森鷗外の生家がある。西の生家では、彼がこもって勉学に励んだという蔵が保存されている。
漢学の素養を身につける他、天保12年（1841年）に藩校・養老館で蘭学を学んだ。安政4年（1857年）には蕃書調所の教授並手伝となり津田真道と知り合い、哲学ほか西欧の学問を研究。文久2年（1862年）には幕命で津田真道・榎本武揚らとともにオランダに留学し、ライデン大学でシモン・フィッセリングに法学を、またカント哲学・経済学・国際法などを学ぶ。なお、1864年にライデンでフリーメイソンリーの「ラ・ベルトゥ・ロッジ・ナンバー7」に入会したとの史料も発見されている。
慶応元年12月28日（1865年2月13日）の帰国後、目付に就任、徳川慶喜の側近として活動する。1967年10月13日以降、西は新たな政権構想に関して慶喜と密接な交渉をもち、大政奉還を挟んで11月に「議題草案」として構想をまとめた。それは新たな徳川統一政権を意味するものだった。ここでは三権分立の形をとりながらも、それまでの諸大名領はそのままとし、各藩の領国内の政治を議政院の立法の範囲で認め、軍事権は当面は諸大名が持つが、数年後は大君の中央政府へ統轄されるものとしている。この大君には慶喜がなり、各事務府の人事権は大君が握り、かつ大君は上院の議長を兼任すると共に下院の解散権も持ち、両院で食い違いが起こったときの裁定権も一手に掌握すると規定されている。これに対し、天皇の政治上の権限はすべて否定され、法の欽定権はあっても拒否権はなく、山城一国を与えられるにとどまることとした。
王政復古を経た慶応4年（1868年）、徳川家によって開設された沼津兵学校初代校長に就任。同年、『万国公法』を訳刊。
明治3年9月28日（1870年10月22日）、明治新政府に乞われ兵部省（のち陸軍省）に出仕、軍人勅諭・軍人訓戒の起草に関係するなど、軍政の整備とその精神の確立に努め、文部省・宮内省・元老院などの公務も兼任した（学制取調御用掛・宮内省侍讀・宮内省御用掛・文部省御用掛・東京師範学校校務嘱託・元老院議官）。
明治6年（1873年）には森有礼・福澤諭吉・加藤弘之・中村正直・西村茂樹・津田真道らと共に明六社を結成し、翌年から機関紙『明六雑誌』を発行。啓蒙家として、西洋哲学の翻訳・紹介等、哲学の基礎を築くことに尽力した。『明六雑誌』1874年3月に「洋字を以て国語を書するの論」を発表。1874年7月、形式論理学に関する最初の解説書『致知啓蒙』を刊行。1875年4月から1876年9月までヘヴン著西訳『心理学』刊行。『明六雑誌』1875年6月から10月に「人世三宝説」を発表。
東京学士会院（現在の日本学士院）第2代及び第4代会長、獨逸学協会学校（現在の獨協学園）の初代校長を務めた。
明治17年（1884年）頃から右半身が麻痺しはじめ、明治19年（1886年）、健康上の理由により文部省・陸軍省・学士会院会員の公職を辞職。明治23年（1890年）9月29日には貴族院勅選議員に任じられ、同年10月20日、錦鶏間祗候となる。明治24年（1891年）2月17日、体の衰弱が著しくなり貴族院議員を辞職。
明治25年（1892年）、大磯の別邸へ転居。歩行は不自由で外出は不可能であったが、学問研究は続けられた。西洋の心理学と東洋の儒教・仏教の思想を統一した新しい心理学の体系を執筆したが、その著『生性発蘊』は未完に終わった。明治30年（1897年）、明治天皇は西の功績に対し勲一等瑞宝章、男爵の位を授けた。同年1月31日に死去。墓所は東京都港区の青山霊園。

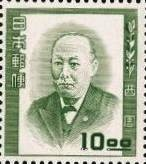
1952年（昭和27年）文化人切手

## 獨逸学協会学校
明治14年（1881年）、現在の獨協中学校・高等学校にあたる獨逸学協会学校の創立に参画し、2年後の開校にあたり初代校長に就任した。その開校式の演説において、｢そもそも、学をなす道はまず志を立つるにあり」「志を立てて学問に従事すれば、これに次ぐものは勉強にあり」と述べている。

## 人物
- 西洋語の「philosophy」を音訳でなく翻訳語（和製漢語）として「哲学」という言葉を創った[10][11]ほか、「藝術（芸術）」「理性」「科學（科学）」「技術」「心理学」「意識」「知識」「概念」「帰納」「演繹」「定義」「命題」「分解」など多くの哲学・科学関係の言葉は西の考案した訳語である[11]。
- 上記のように漢字の熟語を多数作った一方ではかな漢字廃止論を唱え、明治7年（1874年）、『明六雑誌』創刊号に、『洋字ヲ以テ国語ヲ書スルノ論』を掲載した。
- 著書に『百学連環』、『百一新論』[11]、『致知啓蒙』など。
- 森鷗外は系譜上、親族として扱われるが、鷗外の母方の祖父母及び父が養子であったため血のつながりはない。

## 親族

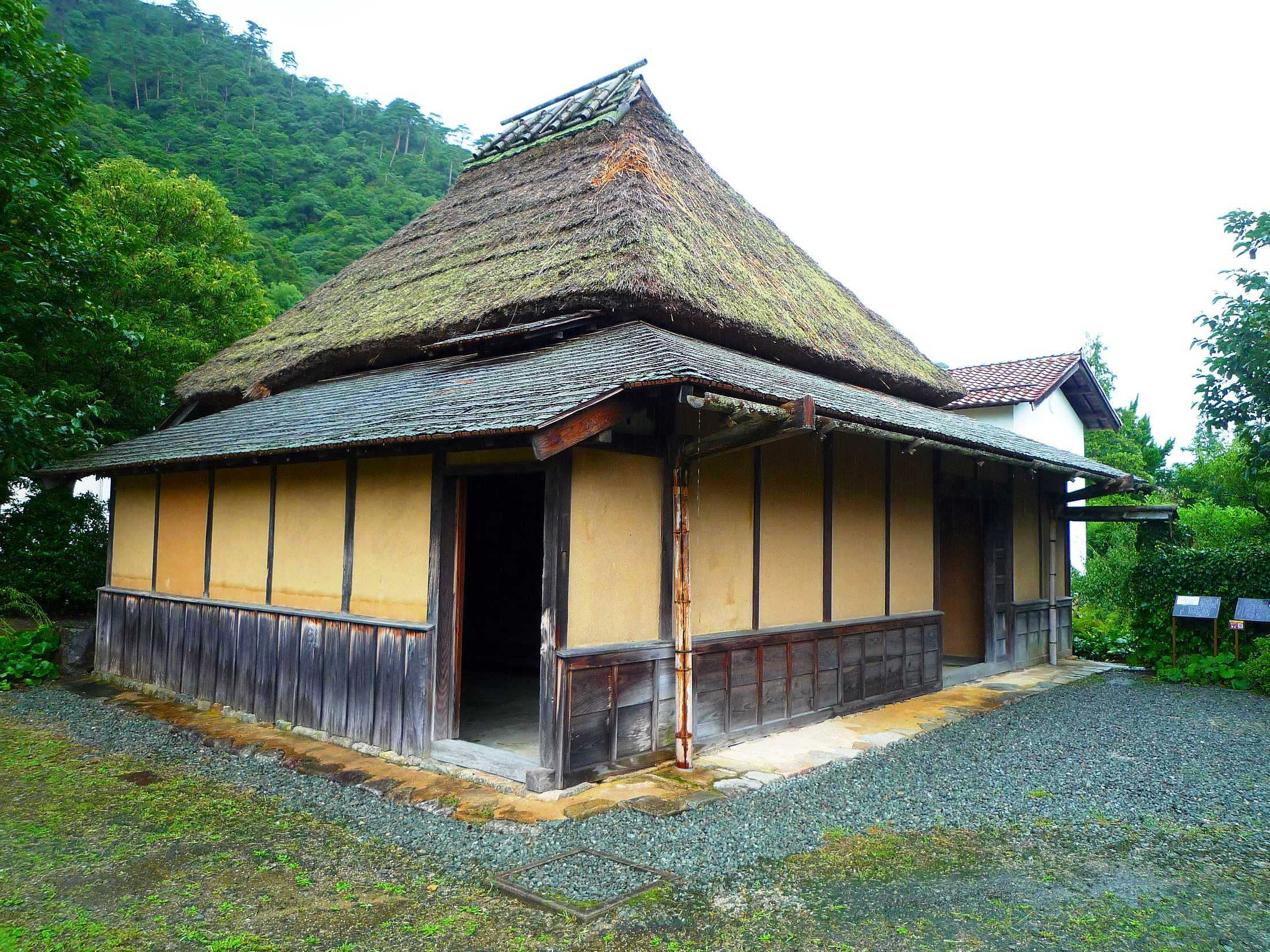
西周旧居（島根県津和野町）

- 妻 西升子
- 養子 西紳六郎（海軍中将、林洞海六男）

## 著作・主要論考
『百一新論』山本覺馬、1874年。 NCID BA4813141X。全国書誌番号:40000209。
- 百一新論. 巻之上, doi:10.11501/753010, NDLJP:753010
- 百一新論. 巻之下, doi:10.11501/753011, NDLJP:753011

『西周全集』宗高書房（全4巻）、1960-1971年刊行。大久保利謙ほか編集。
- 第1巻【哲学篇】
  - 百一新論（1874）
  - 復某氏書（1870年頃執筆）
  - 致知啓蒙（1874:日本初の形式論理学解説書）
  - 知説（1874:知識論）
  - 美妙学説（執筆年不明:美学の解説）
  - 教門論（1874:宗教論）
  - 人世三宝説（1875:道徳論）
  - 心理説ノ一斑（1886:心理学についての講演）他

『西周 現代語訳セレクション』慶應義塾大学出版会、2019年。

## 栄典
位階
- 明治4年（旧暦）
  - 4月29日 - 従六位[2]
  - 7月28日 - 正六位[2]
  - 12月12日 - 従五位[2]
- 1878年（明治11年）12月29日 - 正五位[2]
- 1882年（明治15年）6月30日 - 従四位[2]
- 1885年（明治18年）10月1日 - 正四位[2][12]
- 1886年（明治19年）10月20日 - 従三位[2][13]
- 1894年（明治27年）5月21日 - 正三位[14]

爵位
- 1897年（明治30年）1月29日 - 男爵[15]

勲章等
- 1882年（明治15年）12月29日 - 勲三等旭日中綬章[2]
- 1887年（明治20年）7月21日 - 銀製黄綬褒章[16]
- 1888年（明治21年）5月29日 - 勲二等旭日重光章[2][17]
- 1889年（明治22年）11月25日 - 大日本帝国憲法発布記念章[2][18]
- 1890年（明治23年）9月29日 - 貴族院議員章[2]
- 1897年（明治30年）1月27日 - 勲一等瑞宝章[19]